# قزاق باراسی
قزاق باراسی (به لاتین: Kazakhbarasi) یک منطقه مسکونی در جمهوری آذربایجان است که در شهرستان جلیل‌آباد واقع شده است.